# Dysdera adriatica
Dysdera adriatica là một loài nhện trong họ Dysderidae.
Loài này thuộc chi Dysdera. Dysdera adriatica được Wladislaus Kulczynski miêu tả năm 1897.